# James Earl Jones

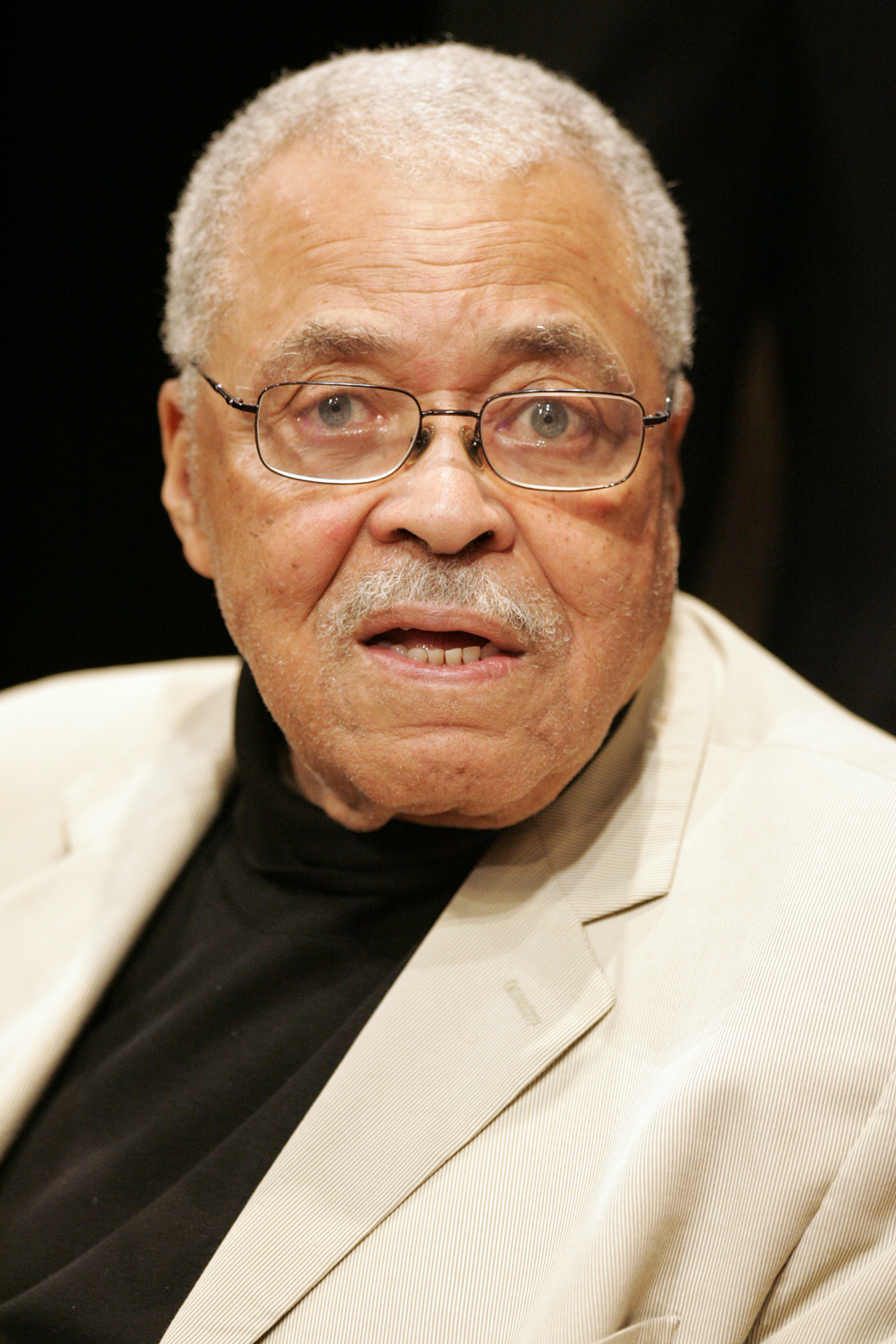
James Earl Jones, 2013.

James Earl Jones, född 17 januari 1931 i Arkabutla i Tate County, Mississippi, död 9 september 2024 i Pawling, Dutchess County, New York, var en amerikansk skådespelare.

## Biografi
Jones föddes i Mississippi men växte huvudsakligen upp i Jackson och Manistee County i Michigan.
Hans första filmroll var i Dr. Strangelove (1964). Han har uppträtt i många roller, bland annat som amiral James Greer i filmerna baserade på Tom Clancys böcker. Han har också utfört åtskilliga dubbningsroller, bland annat som Mufasa i Lejonkungen. Han är även känd för den karaktäristiska rösten till Darth Vader i fyra av filmerna i Star Wars och har tre gånger gästspelat i TV-serien Simpsons, samt spelat en roll som general Solomon i datorspelet Command & Conquer: Tiberian Sun. Utöver detta har han även arbetat som påannonsör till inslag på nyhetskanalen CNN.
Han vann Tony Awards 1959 i The Great White Hope och 1987 i Fences. Han vann Kennedy Center Honors 2002. Jones vann en Emmy för Outstanding Lead Actor in a Drama Series 1991 för hans roll som Gabriel Bird i TV-serien I lagens skugga. Den 23 april 1998 dödförklarades Jones av misstag under en livesändning av en slutspelsmatch i NBA. Det var dock egentligen Martin Luther Kings mördare James Earl Ray som avled den dagen.
Den 18 februari 2017 rapporterades det att Jones skulle reprisera sin roll som Mufasa i en nyinspelning av Lejonkungen.

## Filmografi

### Film
| År   | Titel                                                                     | Roll                      | Noter |
| ---- | ------------------------------------------------------------------------- | ------------------------- | --- |
| 1964 | Dr. Strangelove eller: Hur jag slutade ängslas och lärde mig älska bomben | Lt. Lothar Zogg           | |
| 1967 | Den onda ön                                                               | Dr. Magiot                | |
| 1967 | The Comedians in Africa                                                   | Dr. Magiot                | |
| 1970 | The End of the Road                                                       | Doctor D                  | |
| 1970 | Det stora vita hoppet                                                     | Jack Jefferson            | Golden Globe Award for New Star of the Year – Actor Nominerad – Oscar för bästa manliga huvudroll Nominerad – Golden Globe Award för bästa manliga huvudroll – drama |
| 1970 | King: A Filmed Record... Montgomery to Memphis                            | Sig själv                 | |
| 1972 | Malcolm X                                                                 | Malcolm X                 | |
| 1972 | The Man                                                                   | Douglass Dilman           | |
| 1974 | Claudine                                                                  | Roop                      | Nominerad – Golden Globe Award för bästa manliga huvudroll - musikal eller komedi                                                                                    |
| 1976 | The River Niger                                                           | Johnny Williams           | |
| 1976 | The Bingo Long Traveling All-Stars & Motor Kings                          | Leon Carter               | |
| 1976 | Den vilde piraten                                                         | Nick Debrett              | |
| 1976 | Deadly Hero                                                               | Rabbit                    | |
| 1977 | The Greatest                                                              | Malcolm X                 | |
| 1977 | Stjärnornas krig                                                          | Darth Vader (röstroll)    | Okrediterad (förutom i filmens Special Edition från 1997) |
| 1977 | Exorcisten II: Kättaren                                                   | Older Kokumo              | |
| 1977 | Glöm inte kamelerna                                                       | Sheikh                    | |
| 1977 | A Piece of the Action                                                     | Joshua Burke              | |
| 1980 | Rymdimperiet slår tillbaka                                                | Darth Vader               | Röstroll; Okrediterad |
| 1981 | Bushido Blade                                                             | The Prisoner              | |
| 1982 | The Flight of Dragons                                                     | Ommadon                   | |
| 1982 | Conan Barbaren                                                            | Thulsa Doom               | |
| 1982 | Blood Tide                                                                | Frye                      | |
| 1983 | Jedins återkomst                                                          | Darth Vader               | Röstroll |
| 1985 | City Limits                                                               | Albert                    | |
| 1986 | Soul Man                                                                  | Professor Banks           | |
| 1987 | Det sista slagfältet                                                      | Sgt. Mjr. Goody Nelson    | |
| 1987 | Kung Salomos sk(r)att II - Den förvunna guldstaden                        | Umslopogaas               | |
| 1987 | My Little Girl                                                            | Ike Bailey                | |
| 1987 | Nattens furste                                                            | Emperor of the Night      | |
| 1987 | Matewan                                                                   | Few Clothes               | Nominerad - Independent Spirit AwardIndependent Spirit Award for Best Supporting Male                                                                                |
| 1988 | En prins i New York                                                       | Kung Jaffe Joffer         | |
| 1989 | Tre på rymmen                                                             | Dugan                     | |
| 1989 | Drömmarnas fält                                                           | Terence Mann              | |
| 1989 | Karatemästarna                                                            | Frank Couzo               | |
| 1990 | Convicts                                                                  | Ben Johnson               | |
| 1990 | Jakten på Röd Oktober                                                     | Konteradmiral James Greer | |
| 1990 | The Ambulance                                                             | Lt. Spencer               | |
| 1990 | Grim Prairie Tales                                                        | Morrison                  | |
| 1991 | Scorchers                                                                 | Bear                      | |
| 1992 | Patrioter                                                                 | Admiral James Greer       | |
| 1992 | Sneakers                                                                  | NSA Agent Bernard Abbott  | |
| 1993 | Dreamrider                                                                | William Perry             | |
| 1993 | Sommersby                                                                 | Judge Barry Conrad Issacs | |
| 1993 | Sommaräventyret                                                           | Mr. Mertle                | |
| 1993 | Den våldsamma hämnden                                                     | Jake                      | |
| 1993 | The Meteor Man                                                            | Earnest Moses             | |
| 1994 | Nakna pistolen 33⅓: Den slutgiltiga förolämpningen                        | Sig själv                 | Okrediterad |
| 1994 | Clean Slate                                                               | John Dolby                | |
| 1994 | Lejonkungen                                                               | Mufasa                    | Röstroll |
| 1994 | Påtaglig fara                                                             | Admiral James Greer       | |
| 1995 | Jefferson i Paris                                                         | Madison Hemings           | |
| 1995 | Cry, the Beloved Country                                                  | Rev. Steven Kumalo        | Kansas City Film Critics Circle Award for Best Actor Nominerad - Screen Actors Guild Award for Outstanding Performance by a Male Actor in a Leading Role             |
| 1996 | A Family Thing                                                            | Ray Murdock               | |
| 1996 | Good Luck                                                                 | James Bing                | |
| 1997 | Casper - Det magiska äventyret                                            | Kibosh                    | Direkt till video |
| 1997 | Gang Related                                                              | Arthur Baylor             | |
| 1998 | Spelets regler                                                            | CNN-röst                  | |
| 1998 | Lejonkungen II – Simbas skatt                                             | Mufasa                    | Direkt till video |
| 1999 | Our Friend, Martin                                                        | Daddy King                | |
| 1999 | On the Q.T.                                                               | Leo                       | |
| 1999 | Undercover Angel                                                          | The Judge                 | |
| 1999 | Fantasia 2000                                                             | Sig själv                 | Introduction to Carnival of the Animals segment |
| 2001 | Finder's Fee                                                              | Avery Phillips            | |
| 2001 | Recess Christmas: Miracle on Third Street                                 | Santa Claus               | |
| 2002 | Disney's American Legends                                                 | Värd                      | |
| 2005 | Robotar                                                                   | Röst i järnhandel         | |
| 2005 | Star Wars: Episod III - Mörkrets hämnd                                    | Darth Vader               | Röstroll; Okrediterad |
| 2005 | Sommaräventyret                                                           | Mr. Mertle                | Direkt till video |
| 2005 | The Benchwarmers                                                          | Darth Vader               | |
| 2006 | Click                                                                     | Sig själv                 | Okrediterad |
| 2008 | Welcome Home Roscoe Jenkins                                               | Papa Jenkins              | |
| 2009 | Quantum Quest: A Cassini Space Odyssey                                    | Admiral                   | |
| 2010 | Jack and the Beanstalk                                                    | The Giant                 | |
| 2013 | Gimme Shelter                                                             | Frank McCarthy            | |
| 2014 | The Angriest Man in Brooklyn                                              | Ruben                     | |
| 2016 | Rogue One: A Star Wars Story                                              | Darth Vader               | Röstroll |
| 2019 | Lejonkungen                                                               | Mufasa                    | Röstroll |
| 2021 | En prins i New York 2                                                     | Kung Jaffe Joffer         | |

### TV-serier
| År             | Titel                            | Roll                                   | Noter |
| -------------- | -------------------------------- | -------------------------------------- | --- |
| 1963           | East Side/West Side              | Joe Goodwin                            | Avsnitt: "Who Do You Kill?" Nominerad - Primetime Emmy Award for Outstanding Guest Actor in a Drama Series                                           |
| 1966           | Dr. Kildare                      | Dr. Lou Rush                           | 4 avsnitt |
| 1969           | N.Y.P.D.                         | Candy Lateen                           | 2 avsnitt |
| 1977           | Rötter                           | Alex Haley                             | Avsnitt: "Part XII" |
| 1977           | Jesus från Nasaret               | Balthazar                              | Avsnitt: "Part 1" |
| 1979–1980      | Paris                            | Woodrow Paris                          | 13 avsnitt |
| 1979           | Roots: The Next Generations      | Alex Haley                             | Avsnitt: "1.7" |
| 1985           | Me and Mom                       | Lou Garfield                           | 6 avsnitt |
| 1986           | Faerie Tale Theatre              | Genie                                  | Avsnitt: "Aladdin and His Wonderful Lamp" |
| 1987–1991      | Mathnet                          | Chief Thad Green                       | 5 avsnitt |
| 1988–1989      | Lagens änglar                    | Lee Atkins                             | 2 avsnitt |
| 1989           | Saturday Night with Connie Chung | Vernon Johns                           | Avsnitt: "God's Bad Boy" |
| 1990/1994/1998 | Simpsons                         | Berättaren, Maggie Simpson, Moving Man | 3 avsnitt |
| 1990–1991      | Gabriel's Fire                   | Gabriel Bird                           | 22 avsnitt Primetime Emmy Award for Outstanding Lead Actor in a Drama Series Nominerad - Golden Globe Award for Best Actor – Television Series Drama |
| 1991–1992      | Pros and Cons                    | Gabriel Bird                           | 12 avsnitt Nominerad - Golden Globe Award for Best Actor – Television Series Drama                                                                   |
| 1993           | I lagens namn                    | Horace McCoy                           | Avsnitt: "Profile" |
| 1994           | Småstadsliv                      | Bryant Thomas                          | Avsnitt: "System Down" Nominerad - Primetime Emmy Award for Outstanding Guest Actor in a Drama Series                                                |
| 1995           | Under One Roof                   | Neb Langston                           | 6 avsnitt Nominerad - Primetime Emmy Award for Outstanding Supporting Actor in a Drama Series                                                        |
| 1996           | Tredje klotet från solen         | Berättaren                             | 2 avsnitt |
| 1997           | Galen i dig                      | James Earl Jones                       | Avsnitt: "Chicken Man" |
| 1997           | Touched by an Angel              | Angel of Angels                        | Avsnitt: "Clipped Wings" |
| 1997           | Frasier                          | Norman Royster                         | Avsnitt: "Roz's Krantz & Gouldenstein Are Dead" Nominerad - Primetime Emmy Award for Outstanding Guest Actor in a Comedy Series                      |
| 1997           | Stargate: SG-1                   | Unas                                   | Avsnitt: "Thor's Hammer" |
| 1997           | Homicide: Life on the Street     | Felix Wilson                           | 3 avsnitt |
| 1998           | Merlin                           | Mountain King                          | 3 avsnitt |
| 1998           | Rasten                           | Jultomten                              | 2 avsnitt |
| 2003–2004      | Everwood                         | Will Cleveland                         | 3 avsnitt Nominerad - Primetime Emmy Award for Outstanding Guest Actor in a Drama Series                                                             |
| 2004           | Jims värld                       | Royal Flush XP Toilet                  | Avsnitt: "The Toilet" |
| 2008           | 2 1/2 män                        | James Earl Jones                       | Avsnitt: "The Devil's Lube" |
| 2009           | House                            | Dibala                                 | Avsnitt: "The Tyrant" |
| 2014           | The Big Bang Theory              | James Earl Jones                       | Avsnitt: "The Convention Conundrum" |
| 2014–2016      | Star Wars Rebels                 | Darth Vader                            | 4 avsnitt Röstroll |

### TV-filmer
| År   | Titel                                       | Roll                       | Noter                                                                                        |
| ---- | ------------------------------------------- | -------------------------- | -------------------------------------------------------------------------------------------- |
| 1974 | The Cay                                     | Timothy                    |                                                                                              |
| 1975 | The UFO Incident                            | Barney Hill                |                                                                                              |
| 1977 | The Greatest Thing That Almost Happened     | Morris Bird, Jr.           |                                                                                              |
| 1978 | Star Wars Holiday Special                   | Darth Vader                | Röstroll                                                                                     |
| 1980 | Jim Jones, förförare                        | Fader Divine               |                                                                                              |
| 1980 | Gyllene ögonblick                           | Dane Oliver                |                                                                                              |
| 1990 | By Dawn's Early Light                       | Alice                      | Nominerad - Primetime Emmy Award for Outstanding Supporting Actor in a Miniseries or a Movie |
| 1990 | Heat Wave                                   | Junius Johnson             | Primetime Emmy Award for Outstanding Supporting Actor in a Miniseries or a Movie             |
| 1990 | Elfenbensjägarna                            | Inspector Nkuru            |                                                                                              |
| 1994 | The Road to Freedom: The Vernon Johns Story | Vernon Johns               |                                                                                              |
| 1996 | Timepiece                                   | Lawrence                   |                                                                                              |
| 1997 | What the Deaf Man Heard                     | Archibald Thacker          |                                                                                              |
| 1997 | Det andra inbördeskriget                    | Jim Kalla                  |                                                                                              |
| 1999 | Sommaren vid sjön                           | Dr. William "Bill" Blakely | Daytime Emmy Award for Outstanding Performer in a Children's Special                         |
| 2001 | Feast of All Saints                         | Older Marcel               |                                                                                              |
| 2005 | The Reading Room                            | William                    |                                                                                              |

### Som berättare
| År   | Titel                                           | Noter                                |
| ---- | ----------------------------------------------- | ------------------------------------ |
| 1970 | King: A Filmed Record... Montgomery to Memphis  |                                      |
| 1988 | Michael Jackson: The Legend Continues           |                                      |
| 1992 | Second Coming                                   | Short film                           |
| 1992 | Ramayana: The Legend of Prince Rama             |                                      |
| 1992 | Agent Freddie - i hans majestäts hemliga tjänst |                                      |
| 1994 | Africa: The Serengeti                           |                                      |
| 1995 | Judge Dredd                                     | Okrediterad                          |
| 1995 | Happily Ever After: Fairy Tales for Every Child | Avsnitt: "The Valiant Little Tailor" |
| 2001 | Black Indians: An American Story                |                                      |
| 2005 | Scary Movie 4                                   | Okrediterad                          |
| 2006 | The Trail of Tears: Cherokee Legacy             |                                      |
| 2007 | Earth                                           |                                      |

## Teater

### Roller (ej komplett)
| År   | Roll              | Produktion                                     | Regi              | Teater                                |
| ---- | ----------------- | ---------------------------------------------- | ----------------- | ------------------------------------- |
| 1960 | Harrison Thurston | The Cool World Warren Miller och Robert Rossen | Robert Rossen     | Eugene O'Neill Theatre, New York, USA |
| 1961 | Deodatus Village  | The Blacks: A Clown Show Jean Genet            | Gene Frankel      | St. Mark's Playhouse, New York, USA   |
| 1966 | Medverkande       | A Hand Is on the Gate American Negroes         | Roscoe Lee Browne | Longacre Theatre, New York, USA       |
| 1982 | Othello           | Othello William Shakespeare                    | Peter Coe         | Winter Garden Theatre, New York, USA  |
| 2015 | Weller Martin     | The Gin Game D.L. Coburn                       | Leonard Foglia    | John Golden Theatre, New York, USA    |